# ساكن الحرج أيكيلمبا
ساكن الحرج أيكيلمبا (الاسم العلمي: Bebearia ikelemba)، نوع من الفراشات التي تتبع جنس ساكن الحرج وفصيلة الحورائيات. يوجد في جمهورية الكونغو الديمقراطية.

## النويعات
- Bebearia ikelemba ikelemba (جمهورية الكونغو الديمقراطية: إكواتور وتوبو))
- Bebearia ikelemba kamituga Berger, 1981 (جمهورية الكونغو الديمقراطية: جنوب كيفو)